# モンレアーレ (アレッサンドリア県)
モンレアーレ（伊: Monleale）は、イタリア共和国ピエモンテ州アレッサンドリア県にある、人口約600人の基礎自治体（コムーネ）。

## 地理

### 位置・広がり
| 隣接するコムーネは以下の通り。 - ベルツァーノ・ディ・トルトーナ - モンテジョーコ - モンテマルツィーノ - サレッツァーノ - ヴォルペード - ヴォルペリーノ |

### 地震分類
イタリアの地震リスク階級 (it) では、3 に分類される
。

## 行政

### 分離集落
モンレアーレには、以下の分離集落（フラツィオーネ）がある。
- Bellaria, Cadaborgo, Casavecchia, Cenelli, Cusinasco, Poggio, Profigate, Repregosi, Valmaia, Ville